# Teenage Space Vampires
Pour plus de détails, voir Fiche technique et Distribution.
Teenage Space Vampires (littéralement, « Les jeunes vampires de l’espace ») est une comédie de science-fiction horrifique roumano-américano-canadien écrite et réalisée par Martin Wood, sortie en 1999.

## Synopsis
Un jeune étudiant, fanatique des films d'horreur, est réveillé par l’éclat du réverbère dans son quartier et, approchant de la fenêtre, semble assisté à un objet volant non identifié au-dessus de la ville de Knollwood. Sans le savoir, l’atterrissage d’un vaisseau a discretement lieu le lendemain. Le jeune homme rencontre une équipe de recherche d’une intelligence extraterrestre, avec qui il convaincra que ces extraterrestres sont des vampires…

## Fiche technique
Sauf indication contraire, les informations mentionnées dans cette section peuvent être confirmées par la base de données cinématographiques IMDb,  présente dans la section « Liens externes ».
- Titre international : Teenage Space Vampires
- Titre canadien : Darkness Comes
- Réalisation et scénario : Martin Wood
- Direction artistique : Christian Niculescu
- Costumes : Oana Paunescu
- Photographie : Gabriel Kosuth
- Montage : Mark Sanders
- Musique : Orest Hrynewich, Jack Lenz et Stephen Skratt
- Production : Cris Andrei
- Sociétés de production : Canarom Productions, Castel Films, Pulsepounders et The Kushner-Locke Company
- Société de distribution : Digital Media Rights (États-Unis)
- Pays d’origine :  Canada /  États-Unis /  Roumanie
- Langue originale : anglais
- Format : couleur
- Genre : comédie de science-fiction horrifique
- Durée : 90 minutes
- Date de sortie :
  - États-Unis : 18 mai 1999 (avant-première en VHS)

## Distribution
- Robin Dunne : Bill Swenson
- Mac Fyfe : Kevin Elliot James
- James Kee : Hank
- Lindy Booth : Katie
- Jesse Nilsson (en) : Jesse
- Richard Clarkin (en) : Danvers
- Bianca Brad : Paula
- Serban Celea : Jonas
- Tatiana Constantin : Mme Stenson
- Dan Badarau : M. Stenson
- Silvia Nastase : Mme Gibson
- Liviu Lucaci : Mike
- Cosmin Sofron : Vlathos
- Theodor Danetti (en) : Clerk
- Adi Cuclea : Andy

## Production
Le tournage a lieu aux Studios de Castel Film à Izvorani dans la région de Munténie, à quarante minutes de la capitale Bucarest en Roumanie,.